# NGC 7752
NGC 7752 est une galaxie irrégulière située dans la constellation de Pégase. NGC 7752 a été découverte par l'astronome irlandais R. J. Mitchell en 1854.
NGC 7752 forme avec sa voisine NGC 7753 une paire de galaxies en interaction gravitationnelle. La paire figure dans l'atlas des galaxies particulières d'Halton Arp sous la cote Arp 86, avec la note suivante : « galaxie avec double bras menant au compagnon ».
Leurs orbites respectives favorisent le transfert de matières, ce qui pourrait expliquer l'important taux de formation d'étoiles chez NGC 7752. On estime en effet qu’environ 5% de la masse des gaz présents dans la grande galaxie (NGC 7753) a été transférée à cette dernière.

## Description
Sa vitesse par rapport au fond diffus cosmologique est de 4 733 ± 24 km/s, ce qui correspond à une distance de Hubble de 69,8 ± 4,9 Mpc (∼228 millions d'al).
NGC 7752 présente une large raie HI et renferme des régions d'hydrogène ionisé (HII). Elle figure dans le catalogue de galaxies de Markarian sous la cote Mrk 1134 (MK 1134).
NGC 7752 a également été utilisée par Gérard de Vaucouleurs dans son atlas de galaxies comme exemple de galaxie de type morphologique I0.

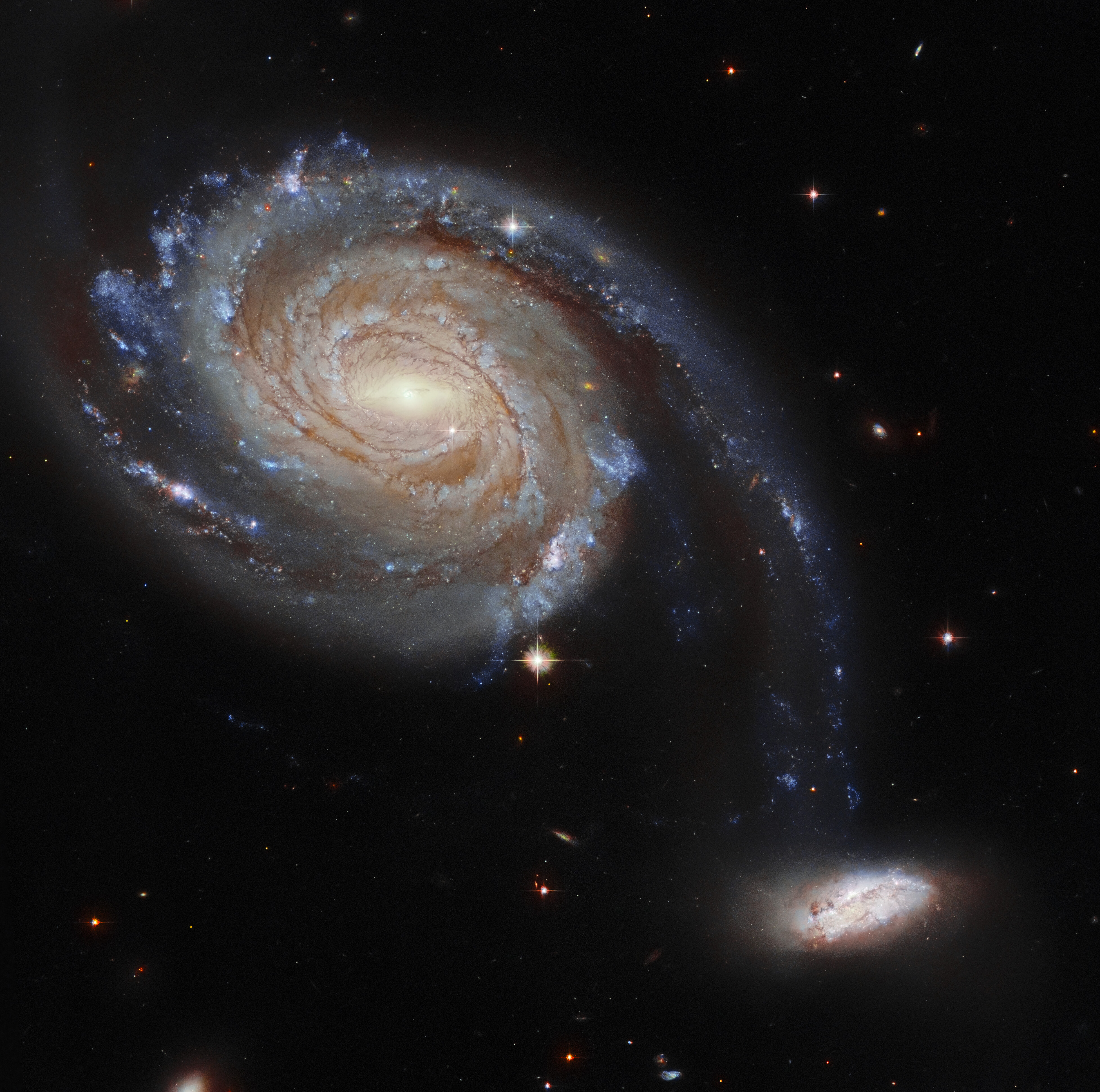
NGC 7753 (en haut) et NGC 7752 (en bas) imagées par le télescope spatial Hubble.